# Hvalpsund
Hvalpsund är ett sund i Danmark. Det ligger i Region Mittjylland i den nordvästra delen av landet, 240 km nordväst om huvudstaden Köpenhamn.